# Liste der Handschwengelpumpen in Leipzig
Die Liste der Handschwengelpumpen in Leipzig enthält die als Kulturdenkmal registrierten Handschwengelpumpen in Leipzig, welche als Einzeldenkmale der Sachgesamtheit in der Denkmalliste erfasst sind.

## Legende
- Bezeichnung: Nennt den Namen, die Bezeichnung oder die Art des Kulturdenkmals. Eine in eckigen Klammern stehende Angabe zum Zustand Ende 2013 stammt nicht aus der amtlichen Denkmalliste.
- Adresse: Nennt den Straßennamen und wenn vorhanden die Hausnummer des Kulturdenkmals. Die Grundsortierung der Liste erfolgt nach dieser Adresse. Der Link „Karte“ führt zu verschiedenen Kartendarstellungen und nennt die Koordinaten des Kulturdenkmals.
- Datierung: Gibt die Datierung an; das Jahr der Fertigstellung bzw. den Zeitraum der Errichtung. Eine Sortierung nach Jahr ist möglich.
- Beschreibung: Nennt bauliche und geschichtliche Einzelheiten des Kulturdenkmals, vorzugsweise die Denkmaleigenschaften.
- ID: Gibt die vom Landesamt für Denkmalpflege Sachsen vergebene Objekt-ID des Kulturdenkmals an.

## Handschwengelpumpen in Leipzig
| Bild                                    | Bezeichnung                                              | Lage                                                          | Datierung                                                                       | Beschreibung | ID       |
| --------------------------------------- | -------------------------------------------------------- | ------------------------------------------------------------- | ------------------------------------------------------------------------------- | --- | -------- |
| Weitere Bilder                          | Handschwengelpumpen Leipzig, Sachgesamtheit              |                                                               | 1891-1922                                                                       | Sachgesamtheit umfasst sämtliche erhaltenen Standorte historischer Handschwengelpumpen im Stadtgebiet Leipzig; jeweils mit Brunnenschacht und Abdeckplatte sowie den erhaltenen Pumpenkörpern; vorwiegend der Typen Gotik, Kleiner Löwe, Großer Löwe, Delphin und Vogelkäfig (alle Einzeldenkmale), ehemals 282 Standorte, welche zwischen 1891 und 1922 (meist nach 1912) zur Wasserversorgung von Gespannpferden sowie Kleintieren in Leipzig errichtet wurden; als Technisches Denkmal beschrieben; ortsgeschichtlich von Bedeutung als Zeugnis der Stadtentwicklung. - Lage: unter der Objekt-ID: 09300441 eingetragene Adresse und Koordinaten stimmen nicht immer mit den tatsächlichen Koordinaten überein: - Adresse: Albert-Schweitzer-Straße (Referenzadresse, bei alphabetischer Sortierung der Standorte), Flurstück: Reudnitz 889 - Koordinaten: die angegebenen Koordinaten (51° 19′ 56″ N, 12° 24′ 14″ O) wurden der Landesdenkmalliste entnommen. - Zustand: Erhaltungszustand der Einzeldenkmale entspricht nicht dem Stand der Denkmalliste, mitunter nur Abdeckungen oder Torso vorhanden | 09300441 |
|                                         | Handschwengelpumpe, Albert-Schweitzer-Straße             | Reudnitz-Thonberg, Albert-Schweitzer-Straße 8 (neben) (Karte) |                                                                                 | ehem. Handschwengelpumpe (ehemals Typ Gotik), 2021: nur noch Brunnenschacht und Abdeckplatte vorhanden; an der Albert-Schweitzer-Straße / Ecke Oststraße | 09307145 |
| Direkt Bild zu diesem Denkmal hochladen | Handschwengelpumpe, Alexanderstraße                      | Zentrum-West, Alexanderstraße                                 |                                                                                 | Handschwengelpumpe mit Brunnenschacht und Abdeckplatte aus Granit (Typ Gotik), | 09292747 |
| Weitere Bilder                          | Handschwengelpumpe [Torso]                               | Neulindenau, Alte Salzstraße (Karte)                          |                                                                                 | Handschwengelpumpe mit Brunnenschacht und Abdeckplatte in Ecklage Thüringer Straße (Typ K) | 09294883 |
| Direkt Bild zu diesem Denkmal hochladen | Handschwengelpumpe                                       | Südvorstadt, Arndtstraße                                      |                                                                                 | Handschwengelpumpe mit Brunnenschacht und Abdeckplatte gegenüber Nr. 60, am Albrecht-Dürer-Platz | 09294843 |
| Direkt Bild zu diesem Denkmal hochladen | Handschwengelpumpe                                       | Stötteritz, Arnoldstraße                                      |                                                                                 | Handschwengelpumpe mit Brunnenschacht und Abdeckplatte, zwischen Weiße- u. Ferdinand-Jost-Straße | 09304112 |
| Direkt Bild zu diesem Denkmal hochladen | Handschwengelpumpe [abgebaut]                            | Südvorstadt, August-Bebel-Straße (Karte)                      | 1910 (Handschwengelpumpe)                                                       | gusseiserne Handschwengelpumpe und Abdeckplatte vor Nr. 61 (Typ Großer Löwe) | 09295749 |
| Direkt Bild zu diesem Denkmal hochladen | Handschwengelpumpe                                       | Zentrum-Südost, Auguste-Schmidt-Straße                        |                                                                                 | Handschwengelpumpe mit Brunnenschacht und Abdeckplatte schräg gegenüber Nr. 10 | 09299200 |
|                                         | Handschwengelpumpe [Torso]                               | Volkmarsdorf, Bautzmannstraße (Karte)                         |                                                                                 | Sockel einer Handschwengelpumpe mit Brunnenschacht und Abdeckplatte Ecke Eisenbahnstraße 156 (Typ Gotik) | 09294858 |
| Direkt Bild zu diesem Denkmal hochladen | Handschwengelpumpe                                       | Zentrum-Südost, Bayrischer Platz                              |                                                                                 | Handschwengelpumpe mit Brunnenschacht und Abdeckplatte auf dem Vorplatz am Bayerischen Bahnhof (zur Straße des 18. Oktober; neben dem Portikus) | 09297306 |
| Weitere Bilder                          | Handschwengelpumpe [Torso]                               | Volkmarsdorf, Bennigsenstraße (Karte)                         |                                                                                 | Torso einer Handschwengelpumpe mit Brunnenschacht und Abdeckplatte vor Nr. 1 (Typ Delphin) | 09294652 |
| Direkt Bild zu diesem Denkmal hochladen | Drei Handschwengelpumpen                                 | Eutritzsch, Berliner Straße 125; 127                          |                                                                                 | Drei Handschwengelpumpen mit Brunnenschacht und Abdeckplatte; eine Pumpe Typ Gotik | 09263808 |
|                                         | Handschwengelpumpe [rekonstruiert]                       | Südvorstadt, Bernhard-Göring-Straße (Karte)                   | nach 1908 (Handschwengelpumpe)                                                  | gusseiserne Handschwengelpumpe gegenüber von Bernhard-Göring-Straße 104, in Ecklage Fichtestraße (Typ Kleiner Löwe) | 09295456 |
|                                         | Handschwengelpumpe [Torso]                               | Anger-Crottendorf, Bernhardstraße (Karte)                     |                                                                                 | Torso einer Handschwengelpumpe mit Brunnenschacht und Abdeckplatte vor Nr. 7 (Typ Delphin) | 09294859 |
| Weitere Bilder                          | Handschwengelpumpe [abgebaut]                            | Möckern, Blücherstraße (Karte)                                |                                                                                 | Handschwengelpumpe mit Brunnenschacht und Abdeckplatte gegenüber Nr. 1 in Ecklage Huygensstraße, 2013 Pumpe rekonstruiert und versetzt vor Huygensstraße 3 (Typ Kleiner Löwe) | 09294852 |
| Direkt Bild zu diesem Denkmal hochladen | Handschwengelpumpe                                       | Lößnig, Bornaische Straße                                     | um 1900 (Handschwengelpumpe)                                                    | gusseiserne Handschwengelpumpe mit Brunnenschacht und Abdeckplatte in Höhe Raschwitzer Straße (Typ Delphin) | 09296179 |
| Weitere Bilder                          | Handschwengelpumpe [rekonstruiert]                       | Connewitz, Bornaische Straße 3c (vor) (Karte)                 | 1910 (Handschwengelpumpe)                                                       | Gusseiserne Handschwengelpumpe mit Brunnenschacht und Abdeckplatte (Typ Großer Löwe); Wiederaufstellung nach Sanierung 30. August 2000 | 09296343 |
| Weitere Bilder                          | Handschwengelpumpe                                       | Anger-Crottendorf, Borsdorfer Straße (Karte)                  |                                                                                 | Handschwengelpumpe mit Brunnenschacht und Abdeckplatte (Typ Gotik) sowie Kleinpflaster und Granitschwellen der kleinen Verkehrsinsel in Ecklage Theodor-Neubauer-Straße | 09299206 |
| Direkt Bild zu diesem Denkmal hochladen | Stumpf einer Handschwengelpumpe [abgebaut]               | Südvorstadt, Brandvorwerkstraße (Karte)                       | nach 1877 (Handschwengelpumpe)                                                  | Stumpf einer Handschwengelpumpe mit Brunnenschacht und Abdeckplatte in Höhe Alfred-Kästner-Straße 9 (Typ Gotik) | 09295648 |
| Direkt Bild zu diesem Denkmal hochladen | Handschwengelpumpe                                       | Gohlis-Mitte, Breitenfelder Straße                            |                                                                                 | Handschwengelpumpe und Brunnenschacht und Abdeckplatte in Ecklage, an einer kleinen Grünanlage | 09297314 |
| Direkt Bild zu diesem Denkmal hochladen | Handschwengelpumpe                                       | Reudnitz-Thonberg, Breitkopfstraße                            |                                                                                 | Handschwengelpumpe mit Brunnenschacht und Abdeckplatte gegenüber Nr. 12 in Ecklage Täubchenweg | 09263857 |
|                                         | Handschwengelpumpe [rekonstruiert]                       | Zentrum, Brühl (Karte)                                        |                                                                                 | Handschwengelpumpe mit Brunnenschacht und Abdeckplatte vor dem Romanushaus | 09291088 |
| Weitere Bilder                          | Handschwengelpumpe                                       | Sellerhausen-Stünz, Bruhnsstraße (Karte)                      | nach 1910 (Handschwengelpumpe)                                                  | Handschwengelpumpe mit Brunnenschacht und Abdeckplatte in Ecklage Plaußiger Straße (Typ Abart Kleiner Löwe) | 09294846 |
| Weitere Bilder                          | Handschwengelpumpe                                       | Dölitz-Dösen, Bürgerstraße (Karte)                            | um 1910 (Handschwengelpumpe)                                                    | gusseiserne Handschwengelpumpe mit Brunnenschacht und Abdeckplatte in Nähe Einmündung Bornaische Straße (Typ Kleiner Löwe) | 09296178 |
|                                         | Handschwengelpumpe [rekonstruiert]                       | Zentrum, Burgstraße (Karte)                                   |                                                                                 | Handschwengelpumpe mit Brunnenschacht und Abdeckplatte vor dem Gasthof Thüringer Hof (Typ Gotik) | 09292753 |
| Weitere Bilder                          | Handschwengelpumpe [Torso]                               | Zentrum-Ost, Chopinstraße (Karte)                             |                                                                                 | Handschwengelpumpe mit Brunnenschacht und Abdeckplatte gegenüber Nr. 15 in Ecklage Hans-Poeche-Straße (Typ Delphin) | 09290039 |
|                                         | Handschwengelpumpe [abgebaut]                            | Schönefeld-Abtnaundorf, Clara-Wieck-Straße (Karte)            |                                                                                 | Handschwengelpumpe mit Brunnenschacht und Abdeckplatte vor Nr. 34/36 | 09294857 |
| Direkt Bild zu diesem Denkmal hochladen | Handschwengelpumpe                                       | Gohlis-Mitte, Coppiplatz                                      |                                                                                 | Handschwengelpumpe mit Brunnenschacht und Abdeckplatte (Ganzplatte) zwischen Landsberger Straße und Heinrich-Budde-Straße | 09297788 |
| Weitere Bilder                          | Handschwengelpumpe [rekonstruiert]                       | Reudnitz-Thonberg, Crusiusstraße (Karte)                      |                                                                                 | Handschwengelpumpe mit Brunnenschacht und Abdeckplatte vor Nr. 2a in Ecklage Dresdner Straße/Stephaniplatz (Typ Delphin) | 09294869 |
|                                         | Handschwengelpumpe [rekonstruiert]                       | Zentrum-West, Davidstraße (Karte)                             | nach 1908 (Wasserversorgungs- und Abwasseranlage)                               | Handschwengelpumpe mit Brunnenschacht und Abdeckplatte gegenüber Nr. 9 in Ecklage Sebastian-Bach-Straße (Typ Kleiner Löwe) | 09292455 |
| Direkt Bild zu diesem Denkmal hochladen | Handschwengelpumpe                                       | Eutritzsch, Delitzscher Straße 141                            |                                                                                 | Handschwengelpumpe mit Brunnenschacht und Abdeckplatte im Städtischen Klinikum „St. Georg“ Leipzig | 09294844 |
| Direkt Bild zu diesem Denkmal hochladen | Handschwengelpumpe [abgebaut]                            | Kleinzschocher, Dieskaustraße (Karte)                         |                                                                                 | Handschwengelpumpe und Brunnenschacht und Abdeckplatte vor Nr. 51, gegenüber 36/38 | 09294874 |
| Direkt Bild zu diesem Denkmal hochladen | Handschwengelpumpe [abgebaut]                            | Kleinzschocher, Dieskaustraße (Karte)                         |                                                                                 | Handschwengelpumpe mit Brunnenschacht und Abdeckplatte vor Nr. 50 | 09290217 |
| Direkt Bild zu diesem Denkmal hochladen | Handschwengelpumpe                                       | Kleinzschocher, Dieskaustraße (Karte)                         |                                                                                 | Handschwengelpumpe mit Brunnenschacht und Abdeckplatte vor Nr. 12 in Nähe Ecklage Wigandstraße (Typ Delphin) | 09294873 |
|                                         | Handschwengelpumpe [Torso]                               | Schönefeld-Abtnaundorf, Dimpfelstraße (Karte)                 |                                                                                 | Handschwengelpumpe mit Brunnenschacht und Abdeckplatte (Typ L) | 09260231 |
|                                         | Handschwengelpumpe                                       | Schönefeld-Abtnaundorf, Dimpfelstraße (Karte)                 |                                                                                 | Handschwengelpumpe mit Brunnenschacht und Abdeckplatte | 09260243 |
|                                         | Handschwengelpumpe [abgebaut]                            | Zentrum, Dittrichring (Karte)                                 |                                                                                 | Handschwengelpumpe mit Brunnenschacht und Abdeckplatte in Ecklage Thomaskirchhof, am Fußweg der Grünanlage (gegenüber Hauptportal Thomaskirche) | 09291023 |
|                                         | Handschwengelpumpe [abgebaut]                            | Zentrum-Ost, Dohnanyistraße (Karte)                           |                                                                                 | Handschwengelpumpe mit Brunnenschacht und Abdeckplatte vor Nr. 9, Nähe Ecke Hans-Poeche-Straße | 09290968 |
|                                         | Handschwengelpumpe                                       | Gohlis-Süd, Ehrensteinstraße                                  |                                                                                 | Handschwengelpumpe mit Brunnenschacht und Abdeckplatte Ecke Gohliser Straße | 09292784 |
| Direkt Bild zu diesem Denkmal hochladen | Handschwengelpumpe                                       | Plagwitz, Erich-Zeigner-Allee                                 |                                                                                 | Handschwengelpumpe mit Brunnenschacht und Abdeckplatte neben der Kirche | 09293042 |
| Weitere Bilder                          | Handschwengelpumpe [Torso]                               | Volkmarsdorf, Ernst-Thälmann-Platz (Karte)                    |                                                                                 | Handschwengelpumpe mit Brunnenschacht und Abdeckplatte gegenüber Elisabethstraße 17 (Typ Gotik) | 09299212 |
| Direkt Bild zu diesem Denkmal hochladen | Handschwengelpumpe [abgebaut]                            | Zentrum-Südost, Friedrichstraße (Karte)                       |                                                                                 | Handschwengelpumpe mit Brunnenschacht und Abdeckplatte sowie Wartungsschacht gegenüber ehemals Nr. 34, hinter Talstraße 34/Brüderstraße 55 | 09299210 |
|                                         | Handschwengelpumpe [abgebaut]                            | Gohlis-Süd, Fritz-Seger-Straße (Karte)                        |                                                                                 | Handschwengelpumpe mit Brunnenschacht und Abdeckplatte (Typ Vogelkäfig) | 09294853 |
| Direkt Bild zu diesem Denkmal hochladen | Vermutlicher Standort einer Handschwengelpumpe           | Leutzsch, Georg-Schwarz-Straße                                |                                                                                 | Vermutlicher Standort einer Handschwengelpumpe mit Brunnenschacht und Abdeckplatte Ecke Bischhofstraße, vor dem Kopfbau gegenüber „Liebesplatz“ | 09299208 |
| Direkt Bild zu diesem Denkmal hochladen | Handschwengelpumpe                                       | Zentrum-Südost, Glockenstraße                                 |                                                                                 | Handschwengelpumpe mit Brunnenschacht und Abdeckplatte gegenüber Hauseingang Nürnberger Straße 45 | 09263548 |
| Direkt Bild zu diesem Denkmal hochladen | Handschwengelpumpe [abgebaut]                            | Zentrum-Südost, Goldschmidtstraße (Karte)                     |                                                                                 | Handschwengelpumpe mit Brunnenschacht und Abdeckplatte | 09262082 |
| Direkt Bild zu diesem Denkmal hochladen | Handschwengelpumpe [abgebaut]                            | Zentrum-Südost, Goldschmidtstraße (Karte)                     | 1910 (Handschwengelpumpe)                                                       | Handschwengelpumpe mit Brunnenschacht und Abdeckplatte in Ecklage Talstraße, vor Nr. 29 (Typ Großer Löwe?) | 09290158 |
| Weitere Bilder                          | Handschwengelpumpe [rekonstruiert]                       | Schönefeld-Ost, Gorkistraße (Karte)                           | 1915 (Handschwengelpumpe)                                                       | Handschwengelpumpe mit Brunnenschacht und Abdeckplatte (Typ Vogelkäfig; saniert) | 09260098 |
| Direkt Bild zu diesem Denkmal hochladen | Handschwengelpumpe                                       | Reudnitz-Thonberg, Göschenstraße (Karte)                      |                                                                                 | Handschwengelpumpe mit Brunnenschacht und Abdeckplatte in Ecklage Frommannstraße, vor Nr. 9 (Typ Delphin) | 09294891 |
| Direkt Bild zu diesem Denkmal hochladen | Handschwengelpumpe                                       | Zentrum-West, Gottschedstraße                                 | nach 1908 (Wasserversorgungs- und Abwasseranlage)                               | Handschwengelpumpe mit Brunnenschacht und Abdeckplatte in Ecklage Käthe-Kollwitz-Straße (Typ Kleiner Löwe) | 09290147 |
|                                         | Handschwengelpumpe [rekonstruiert]                       | Eutritzsch, Gräfestraße (Karte)                               |                                                                                 | Handschwengelpumpe mit Brunnenschacht und Abdeckplatte (Typ Kleiner Löwe) | 09294451 |
| Direkt Bild zu diesem Denkmal hochladen | Handschwengelpumpe [Torso]                               | Zentrum-Süd, Härtelstraße (Karte)                             | um 1880 (Handschwengelpumpe)                                                    | Handschwengelpumpe mit Brunnenschacht und Abdeckplatte vor Nr. 11 (Typ Gotik) | 09297073 |
| Weitere Bilder                          | Handschwengelpumpe [rekonstruiert]                       | Neustadt-Neuschönefeld, Hedwigstraße (Karte)                  |                                                                                 | Handschwengelpumpe mit Brunnenschacht und Abdeckplatte (Ganzplatte; saniert) | 09262760 |
|                                         | Handschwengelpumpe [abgebaut]                            | Schönefeld-Abtnaundorf, Heiterblickstraße (Karte)             |                                                                                 | Handschwengelpumpe mit Brunnenschacht und Abdeckplatte (Typ Kleiner Löwe) | 09260149 |
|                                         | Handschwengelpumpe [abgebaut]                            | Lindenau, Henriettenstraße (Karte)                            |                                                                                 | Handschwengelpumpe mit Brunnenschacht und Abdeckplatte in Ecklage Lützner Straße; gegenüber Nr. 17, neben Haus Lützner Straße 103 (Typ Vogelkäfig) | 09294872 |
|                                         | Handschwengelpumpe [abgebaut]                            | Connewitz, Herderstraße (Karte)                               | 19. September 2013 Pumpenkörper nicht mehr vorhanden                            | Handschwengelpumpe mit Brunnenschacht und Abdeckplatte in Ecklage Biedermannstraße (am Herderplatz) | 09296302 |
|                                         | Handschwengelpumpe [abgebaut]                            | Gohlis-Süd, Herloßsohnstraße (Karte)                          |                                                                                 | Handschwengelpumpe mit Brunnenschacht und Abdeckplatte in Ecklage Möckernsche Straße gegenüber Herloßsohnstraße 2 | 09296889 |
|                                         | Handschwengelpumpe [abgebaut]                            | Neustadt-Neuschönefeld, Hermann-Liebmann-Straße (Karte)       | 1919 (Handschwengelpumpe)                                                       | Handschwengelpumpe mit Brunnenschacht und Ganzplatte vor Nr. 33/35 (Nähe Bergstraße auf einer kleinen Grünfläche, Typ Großer Löwe) | 09294870 |
|                                         | Handschwengelpumpe [abgebaut]                            | Neustadt-Neuschönefeld, Hermann-Liebmann-Straße (Karte)       |                                                                                 | Handschwengelpumpe mit Brunnenschacht und Abdeckplatte Ecke Eisenbahnstraße; vor dem Geschäftshausneubau | 09299207 |
| Weitere Bilder                          | Handschwengelpumpe [rekonstruiert]                       | Eutritzsch, Hohmannstraße (Karte)                             |                                                                                 | Handschwengelpumpe mit Brunnenschacht und Abdeckplatte in Ecklage Berliner Straße (Typ Delphin) | 09294892 |
| Direkt Bild zu diesem Denkmal hochladen | Handschwengelpumpe [abgebaut]                            | Schleußig, Holbeinstraße (Karte)                              |                                                                                 | Handschwengelpumpe mit Brunnenschacht und Abdeckplatte | 09263876 |
|                                         | Handschwengelpumpe [abgebaut]                            | Zentrum-Ost, Inselstraße (Karte)                              |                                                                                 | Handschwengelpumpe mit Brunnenschacht und Abdeckplatte gegenüber Nr. 11 (Typ Gotik) | 09294777 |
| Direkt Bild zu diesem Denkmal hochladen | Handschwengelpumpe                                       | Gohlis-Mitte, Jägerstraße                                     |                                                                                 | Handschwengelpumpe mit Brunnenschacht und Abdeckplatte vor Nr. 2, Ecke Landsberger Straße | 09297789 |
|                                         | Handschwengelpumpe [abgebaut]                            | Neustadt-Neuschönefeld, Jonasstraße (Karte)                   |                                                                                 | Handschwengelpumpe mit Brunnenschacht und Abdeckplatte Ecke Eisenbahnstraße | 09299204 |
| Weitere Bilder                          | Handschwengelpumpe [abgebaut]                            | Sellerhausen-Stünz, Julius-Krause-Straße (Karte)              |                                                                                 | Handschwengelpumpe mit Brunnenschacht und Abdeckplatte vor Nr. 36/38 (Typ Gotik) | 09294845 |
|                                         | Handschwengelpumpe [Torso]                               | Neustadt-Neuschönefeld, Kapellenstraße (Karte)                |                                                                                 | Torso einer Handschwengelpumpe mit Brunnenschacht und Abdeckplatte vor Nr. 6 (Typ Delphin) | 09294840 |
|                                         | Handschwengelpumpe [abgebaut]                            | Altlindenau, Karl-Ferlemann-Straße                            |                                                                                 | Handschwengelpumpe mit Brunnenschacht und Abdeckplatte in Ecklage Geraer Straße | 09294850 |
| Direkt Bild zu diesem Denkmal hochladen | Handschwengelpumpe                                       | Zentrum-Süd, Karl-Liebknecht-Straße                           |                                                                                 | Handschwengelpumpe mit Brunnenschacht und Abdeckplatte | 09260164 |
| Direkt Bild zu diesem Denkmal hochladen | Handschwengelpumpe [abgebaut]                            | Südvorstadt, Karl-Liebknecht-Straße (Karte)                   |                                                                                 | Handschwengelpumpe mit Brunnenschacht und Abdeckplatte Ecke Alfred-Kästner-Straße; vor Karl-Liebknecht-Straße Nr. 72 | 09295647 |
| Direkt Bild zu diesem Denkmal hochladen | Handschwengelpumpe [abgebaut]                            | Südvorstadt, Karl-Liebknecht-Straße (Karte)                   | nach 1877 (Handschwengelpumpe)                                                  | Handschwengelpumpe mit Brunnenschacht und Abdeckplatte in Höhe Schützplatz/Scharnhorststraße (Typ Gotik) | 09296162 |
| Weitere Bilder                          | Handschwengelpumpe [rekonstruiert]                       | Zentrum, Katharinenstraße (Karte)                             | nach 1850 (Handschwengelpumpe)                                                  | Handschwengelpumpe mit Brunnenschacht und Abdeckplatte vor Nr. 9 (Typ Delphin) | 09294778 |
| Direkt Bild zu diesem Denkmal hochladen | Handschwengelpumpe                                       | Zentrum-Nord, Kickerlingsberg                                 | 1910 (Handschwengelpumpe)                                                       | Handschwengelpumpe mit Brunnenschacht und Abdeckplatte in Ecklage Springerstraße (Typ Großer Löwe); nur noch Pumpenfußteil vorhanden | 09294876 |
| Direkt Bild zu diesem Denkmal hochladen | Handschwengelpumpe                                       | Reudnitz-Thonberg, Kippenbergstraße                           |                                                                                 | Handschwengelpumpe mit Brunnenschacht und Abdeckplatte | 09263864 |
| Direkt Bild zu diesem Denkmal hochladen | Handschwengelpumpe                                       | Gohlis-Süd, Kirchplatz                                        |                                                                                 | Handschwengelpumpe mit Brunnenschacht und Abdeckplatte (Typ Gotik) Kirchplatz Gohlis, an der Lützowstraße | 09290017 |
|                                         | Handschwengelpumpe [abgebaut]                            | Zentrum-Ost, Lange Straße (Karte)                             |                                                                                 | Handschwengelpumpe mit Brunnenschacht und Abdeckplatte, nahe der Dresdner Straße | 09292773 |
|                                         | Handschwengelpumpe [abgebaut]                            | Schönefeld-Abtnaundorf, Lazarusstraße (Karte)                 |                                                                                 | Handschwengelpumpe mit Brunnenschacht und Abdeckplatte vor Nr. 24 | 09294856 |
| Direkt Bild zu diesem Denkmal hochladen | Handschwengelpumpe                                       | Zentrum-Nordwest, Leibnizstraße                               |                                                                                 | Handschwengelpumpe Nr. 18 mit Brunnenschacht und Abdeckplatte (Typ Gotik) vor Nr. 15/17 | 09294890 |
| Weitere Bilder                          | Handschwengelpumpe                                       | Dölitz-Dösen, Leinestraße (Karte)                             | um 1900 (Handschwengelpumpe)                                                    | Handschwengelpumpe mit Brunnenschacht und Abdeckplatte auf einem kleinen Platz vor Nr. 52 (Typ Delphin; Insel hinter dem Teich) | 09296136 |
| Direkt Bild zu diesem Denkmal hochladen | Handschwengelpumpe                                       | Zentrum-Südost, Leplaystraße                                  |                                                                                 | Handschwengelpumpe mit Brunnenschacht und Abdeckplatte Ecke Grünewaldstraße (Typ Gotik) | 09291505 |
| Direkt Bild zu diesem Denkmal hochladen | Handschwengelpumpe [abgebaut]                            | Zentrum-West, Lessingstraße (Karte)                           |                                                                                 | Handschwengelpumpe Nr. 16 mit Brunnenschacht und Abdeckplatte vor Nr. 13 | 09291162 |
| Weitere Bilder                          | Handschwengelpumpe                                       | Gohlis-Süd, Lindenthaler Straße (Karte)                       |                                                                                 | Handschwengelpumpe mit Brunnenschacht und Abdeckplatte in Ecklage Berggartenstraße vor Nr. 1 (Typ Delphin) | 09294882 |
| Weitere Bilder                          | Handschwengelpumpe [rekonstruiert]                       | Lößnig, Lobstädter Straße, bei Nr. 9 (Karte)                  |                                                                                 | Handschwengelpumpe mit Brunnenschacht und Abdeckplatte vor Nr. 9 und in Ecklage Ernst-Toller-Straße (Typ Vogelkäfig) | 09296547 |
| Weitere Bilder                          | Handschwengelpumpe [rekonstruiert]                       | Zentrum-Nordwest, Lortzingstraße (Karte)                      |                                                                                 | Handschwengelpumpe mit Brunnenschacht und Abdeckplatte vor Nr. 3, hinter dem Naturkundemuseum (Typ Delphin) | 09290393 |
| Weitere Bilder                          | Handschwengelpumpe [rekonstruiert]                       | Zentrum-Ost, Ludwig-Erhard-Straße (Karte)                     |                                                                                 | Handschwengelpumpe mit Brunnenschacht und Abdeckplatte vor Nr. 51/53 (Typ Kleiner Löwe) | 09263878 |
| Direkt Bild zu diesem Denkmal hochladen | Handschwengelpumpe                                       | Neustadt-Neuschönefeld, Ludwig-Erhard-Straße                  |                                                                                 | Handschwengelpumpe mit Brunnenschacht und Abdeckplatte; Typ Kleiner Löwe | 09294862 |
| Weitere Bilder                          | Handschwengelpumpe [Torso]                               | Neustadt-Neuschönefeld, Ludwigstraße (Karte)                  | um 1900 (Handschwengelpumpe)                                                    | Handschwengelpumpe mit Brunnenschacht und Abdeckplatte in Ecklage Neustädter Straße (Typ Delphin), gegenüber Ludwigstraße 20 | 09293347 |
|                                         | Handschwengelpumpe                                       | Volkmarsdorf, Ludwigstraße (Karte)                            |                                                                                 | Handschwengelpumpe mit Brunnenschacht und Abdeckplatte vor Haus Nr. 115 (Typ Delphin) | 09294594 |
|                                         | Handschwengelpumpe                                       | Volkmarsdorf, Ludwigstraße (Karte)                            |                                                                                 | Handschwengelpumpe mit Brunnenschacht und Abdeckplatte vor Nr. 99 in Ecklage Elisabethstraße (Typ Delphin) | 09294584 |
| Weitere Bilder                          | Handschwengelpumpe [rekonstruiert]                       | Zentrum, Magazingasse (Karte)                                 | nach 1910 (Handschwengelpumpe)                                                  | Handschwengelpumpe mit Brunnenschacht und Abdeckplatte Ecke Neumarkt (Typ Vogelkäfig) | 09290375 |
| Direkt Bild zu diesem Denkmal hochladen | Handschwengelpumpe [abgebaut]                            | Eutritzsch, Magnusstraße (Karte)                              | 1910 (Handschwengelpumpe)                                                       | Handschwengelpumpe mit Brunnenschacht und Abdeckplatte neben Haus Delitzscher Straße 160 | 09294854 |
|                                         | Handschwengelpumpe [rekonstruiert]                       | Neustadt-Neuschönefeld, Mariannenstraße (Karte)               |                                                                                 | Handschwengelpumpe mit Brunnenschacht und Abdeckplatte (Typ Delphin) | 09293310 |
| Weitere Bilder                          | Handschwengelpumpe [Torso]                               | Volkmarsdorf, Mariannenstraße (Karte)                         |                                                                                 | Torso einer Handschwengelpumpe mit Brunnenschacht und Abdeckplatte vor Nr. 91 in Ecklage eines öffentlichen Platzes und in Ecklage Elisabethstraße | 09294629 |
| Weitere Bilder                          | Handschwengelpumpe                                       | Volkmarsdorf, Mariannenstraße (Karte)                         |                                                                                 | Handschwengelpumpe mit Brunnenschacht und Abdeckplatte vor Nr. 102 in Ecklage Idastraße (Typ Delphin) | 09294863 |
|                                         | Handschwengelpumpe [abgebaut]                            | Volkmarsdorf, Mariannenstraße (Karte)                         |                                                                                 | Handschwengelpumpe mit Brunnenschacht und Abdeckplatte vor Nr. 121 in Ecklage Bennigsenstraße | 09294887 |
| Weitere Bilder                          | Handschwengelpumpe [rekonstruiert]                       | Zentrum-Ost, Marienplatz (Karte)                              |                                                                                 | Handschwengelpumpe mit Brunnenschacht und Abdeckplatte (Typ Delphin) | 09290408 |
| Direkt Bild zu diesem Denkmal hochladen | Handschwengelpumpe                                       | Zentrum-Süd, Markthallenstraße                                |                                                                                 | Handschwengelpumpe mit Brunnenschacht und Fassung | 09263552 |
|                                         | Handschwengelpumpe [abgebaut]                            | Connewitz, Meusdorfer Straße (Karte)                          | 19. September 2013 Pumpenkörper nicht mehr vorhanden                            | Handschwengelpumpe mit Brunnenschacht und Abdeckplatte vor Nr. 61 | 09297155 |
| Direkt Bild zu diesem Denkmal hochladen | Handschwengelpumpe                                       | Gohlis-Mitte, Michael-Kazmierczak-Straße (Karte)              |                                                                                 | Handschwengelpumpe mit Brunnenschacht und Abdeckplatte (Typ Delphin) | 09262281 |
| Direkt Bild zu diesem Denkmal hochladen | Handschwengelpumpe [Torso]                               | Gohlis-Mitte, Michael-Kazmierczak-Straße (Karte)              |                                                                                 | Handschwengelpumpe mit Brunnenschacht und Abdeckplatte in Ecklage Adolf-Menzel-Straße (Typ Delphin) | 09294879 |
| Weitere Bilder                          | Handschwengelpumpe [rekonstruiert]                       | Zentrum, Neumarkt (Karte)                                     | 1910 (Handschwengelpumpe)                                                       | Handschwengelpumpe mit Brunnenschacht und Abdeckplatte vor Nr. 2 Ecke Grimmaische Straße (Typ Gotik); wiederaufgestellt nach Sanierung 2002 | 09294781 |
| Weitere Bilder                          | Handschwengelpumpe [rekonstruiert]                       | Zentrum, Neumarkt (Karte)                                     | 1910 (Handschwengelpumpe)                                                       | Handschwengelpumpe mit Brunnenschacht und Abdeckplatte vor Nr. 24 (Typ Großer Löwe) | 09294780 |
|                                         | Handschwengelpumpe [abgebaut]                            | Neustadt-Neuschönefeld, Neustädter Markt (Karte)              |                                                                                 | Handschwengelpumpe mit Brunnenschacht und Abdeckplatte an der Meißner Straße, in Nähe des Gefallenendenkmals vor der Kirche (Typ Kleiner Löwe) (Wasserpumpe abgebaut 12/1995) | 09294888 |
| Direkt Bild zu diesem Denkmal hochladen | Handschwengelpumpe [Torso]                               | Schleußig, Oeserstraße (Karte)                                | 1910 (Handschwengelpumpe)                                                       | Handschwengelpumpe mit Brunnenschacht in Ecklage Könneritzstraße Nr. 100 (Typ Großer Löwe) | 09261106 |
| Direkt Bild zu diesem Denkmal hochladen | Brunnenschacht und Abdeckplatte einer Handschwengelpumpe | Möckern, Olbrichtstraße                                       |                                                                                 | Brunnenschacht und Abdeckplatte einer Handschwengelpumpe vor der Hoffront Haus 39 des ehemaligen Kasernengeländes | 09300520 |
| Weitere Bilder                          | Handschwengelpumpe [rekonstruiert]                       | Schönefeld-Abtnaundorf, Ossietzkystraße (Karte)               |                                                                                 | Handschwengelpumpe mit Brunnenschacht und Abdeckplatte an der Einmündung Robert-Blum-Straße (Typ Delphin) | 09264372 |
| Direkt Bild zu diesem Denkmal hochladen | Drei Handschwengelpumpen                                 | Anger-Crottendorf, Oststraße 119                              |                                                                                 | Drei Handschwengelpumpen mit Brunnenschacht und Abdeckplatte auf dem Ostfriedhof, 3. Abteilung und vor der Kapelle Oststraße Nr. 119 | 09299211 |
| Direkt Bild zu diesem Denkmal hochladen | Handschwengelpumpe [abgebaut]                            | Zentrum-Süd, Paul-Gruner-Straße (Karte)                       |                                                                                 | Handschwengelpumpe mit Brunnenschacht und Abdeckplatte in Ecklage Arthur-Hoffmann-Straße | 09297307 |
| Direkt Bild zu diesem Denkmal hochladen | Handschwengelpumpe                                       | Zentrum-Süd, Paul-Gruner-Straße                               |                                                                                 | Handschwengelpumpe mit Brunnenschacht und Abdeckplatte (am Floßplatz) | 09297004 |
|                                         | Handschwengelpumpe [rekonstruiert]                       | Zentrum-Süd, Peterssteinweg (Karte)                           | nach 1910 (Handschwengelpumpe)                                                  | Handschwengelpumpe mit Brunnenschacht und Abdeckplatte in Ecklage Münzgasse (Typ Vogelkäfig) | 09297205 |
| Weitere Bilder                          | Handschwengelpumpe [rekonstruiert]                       | Zentrum-Nord, Pfaffendorfer Straße (Karte)                    |                                                                                 | Handschwengelpumpe mit Brunnenschacht und Abdeckplatte in Ecklage Ernst-Pinkert-Straße (Typ Gotik) | 09292780 |
| Direkt Bild zu diesem Denkmal hochladen | Handschwengelpumpe                                       | Zentrum-Südost, Philipp-Rosenthal-Straße                      |                                                                                 | Handschwengelpumpe mit Brunnenschacht und Abdeckplatte in den ehemaligen Gärten zwischen Philipp-Rosenthal-Straße und Prager Straße (Typ K) | 09299209 |
|                                         | Handschwengelpumpe [Torso]                               | Stötteritz, Prager Straße (Karte)                             | 1910 (Handschwengelpumpe) 19. September 2013 nur noch Pumpenunterteil vorhanden | Handschwengelpumpe mit Brunnenschacht und Abdeckplatte in Ecklage Egon-Erwin-Kisch-Weg (Typ Großer Löwe) | 09263032 |
| Direkt Bild zu diesem Denkmal hochladen | Handschwengelpumpe                                       | Connewitz, Prinz-Eugen-Straße                                 |                                                                                 | Handschwengelpumpe mit Brunnenschacht und Abdeckplatte vor Nr. 11 | 09292901 |
| Direkt Bild zu diesem Denkmal hochladen | Handschwengelpumpe                                       | Connewitz, Prinz-Eugen-Straße                                 |                                                                                 | Handschwengelpumpe mit Brunnenschacht und Abdeckplatte gegenüber Nr. 29, neben Nr. 25 (am ehemaligen Dorfteich Connewitz) | 09297085 |
|                                         | Handschwengelpumpe                                       | Connewitz, Prinz-Eugen-Straße 19 (Karte)                      |                                                                                 | Handschwengelpumpe mit Brunnenschacht und Abdeckplatte auf dem Grundstückshof | 09292413 |
| Direkt Bild zu diesem Denkmal hochladen | Handschwengelpumpe [abgebaut]                            | Neustadt-Neuschönefeld, Rabet (Karte)                         |                                                                                 | Handschwengelpumpe mit Brunnenschacht und Abdeckplatte gegenüber Nr. 14 (Typ Delphin) | 09294889 |
|                                         | Handschwengelpumpe [abgebaut]                            | Zentrum-Ost, Reudnitzer Straße (Karte)                        |                                                                                 | Handschwengelpumpe mit Brunnenschacht und Abdeckplatte gegenüber Nr. 7/9 | 09299199 |
| Direkt Bild zu diesem Denkmal hochladen | Handschwengelpumpe                                       | Reudnitz-Thonberg, Riebeckstraße                              | 1910 (Handschwengelpumpe)                                                       | Handschwengelpumpe mit Brunnenschacht vor Nr. 29 in Ecklage Witzgallstraße (Typ Großer Löwe) | 09294875 |
| Direkt Bild zu diesem Denkmal hochladen | Handschwengelpumpe                                       | Zentrum-Süd, Riemannstraße                                    | um 1910 (Handschwengelpumpe)                                                    | Handschwengelpumpe mit Brunnenschacht in Ecklage Harkortstraße, gegenüber Riemannstraße 54 (Typ Kleiner Löwe) | 09297218 |
| Weitere Bilder                          | Handschwengelpumpe                                       | Sellerhausen-Stünz, Riesaer Straße 1                          |                                                                                 | Handschwengelpumpe mit Brunnenschacht und Abdeckplatte | 09262177 |
| Weitere Bilder                          | Handschwengelpumpe                                       | Zentrum-Ost, Rosa-Luxemburg-Straße (Karte)                    | 1910 (Handschwengelpumpe)                                                       | Handschwengelpumpe mit Brunnenschacht und Abdeckplatte Ecke Hofmeisterstraße (Typ Großer Löwe) | 09290538 |
| Direkt Bild zu diesem Denkmal hochladen | Handschwengelpumpe                                       | Neustadt-Neuschönefeld, Rosa-Luxemburg-Straße                 | 1900/1905 (Handschwengelpumpe)                                                  | Handschwengelpumpe mit Brunnenschacht und Abdeckplatte, Typ Kleiner Löwe | 09293498 |
| Weitere Bilder                          | Handschwengelpumpe [rekonstruiert]                       | Liebertwolkwitz, Roßmarkt (Karte)                             | um 1890 (Handschwengelpumpe)                                                    | Handschwengelpumpe mit Brunnenschacht und Abdeckplatte; sehr schlanke Form, kulturhistorische Bedeutung | 09299340 |
|                                         | Handschwengelpumpe                                       | Probstheida, Russenstraße                                     |                                                                                 | Handschwengelpumpe mit Brunnenschacht und Abdeckplatte gegenüber Einmündung der Augustinerstraße | 09294867 |
| Direkt Bild zu diesem Denkmal hochladen | Handschwengelpumpe                                       | Probstheida, Russenstraße                                     |                                                                                 | Handschwengelpumpe mit Brunnenschacht und Abdeckplatte vor Nr. 4 auf dem Dorfanger (Typ Delphin) | 09294866 |
| Direkt Bild zu diesem Denkmal hochladen | Handschwengelpumpe                                       | Gohlis-Süd, Schachtstraße                                     |                                                                                 | Handschwengelpumpe mit Brunnenschacht und Abdeckplatte in Ecklage Georg-Schumann-Straße (Typ Delphin) | 09294851 |
| Direkt Bild zu diesem Denkmal hochladen | Handschwengelpumpe                                       | Eutritzsch, Schiebestraße                                     |                                                                                 | Handschwengelpumpe mit Brunnenschacht und Abdeckplatte, in Ecklage Magdalenenstraße (Typ Vogelkäfig) | 09294528 |
| Weitere Bilder                          | Handschwengelpumpe [rekonstruiert]                       | Zentrum-Ost, Schützenstraße (Karte)                           |                                                                                 | Handschwengelpumpe mit Brunnenschacht Ecke Querstraße vor Nr. 8/10 (Typ Gotik) | 09293047 |
| Direkt Bild zu diesem Denkmal hochladen | Handschwengelpumpe                                       | Zentrum-West, Sebastian-Bach-Straße                           |                                                                                 | Handschwengelpumpe mit Brunnenschacht und Abdeckplatte in Ecklage Schreberstraße (Ganzplatte) | 09292424 |
| Direkt Bild zu diesem Denkmal hochladen | Handschwengelpumpe [abgebaut]                            | Zentrum-Südost, Seeburgstraße (Karte)                         |                                                                                 | Handschwengelpumpe mit Brunnenschacht und Abdeckplatte in Ecklage Nürnberger Straße | 09292785 |
| Direkt Bild zu diesem Denkmal hochladen | Handschwengelpumpe [abgebaut]                            | Zentrum-Südost, Seeburgstraße (Karte)                         |                                                                                 | Handschwengelpumpe mit Brunnenschacht und Abdeckplatte vor Talstraße 12b | 09299163 |
| Direkt Bild zu diesem Denkmal hochladen | Handschwengelpumpe [abgebaut]                            | Zentrum-Südost, Seeburgstraße (Karte)                         |                                                                                 | Handschwengelpumpe mit Brunnenschacht und Abdeckplatte vor Nr. 11 | 09294855 |
| Direkt Bild zu diesem Denkmal hochladen | Handschwengelpumpe                                       | Stötteritz, Sommerfelder Straße                               |                                                                                 | Handschwengelpumpe mit Brunnenschacht und Abdeckplatte sowie Wartungsschacht auf dem Schmuckplatz an der Stötteritzer Kirche; | 09262759 |
| Direkt Bild zu diesem Denkmal hochladen | Handschwengelpumpe [abgebaut]                            | Zentrum-Südost, Sternwartenstraße (Karte)                     |                                                                                 | Handschwengelpumpe mit Brunnenschacht und Abdeckplatte vor Nr. 23/25 (Typ Gotik) | 09290936 |
| Weitere Bilder                          | Handschwengelpumpe                                       | Neulindenau, Stockmannstraße 15 (bei) (Karte)                 | vor 1890                                                                        | Handschwengelpumpe mit Brunnenschacht und Abdeckplatte vor dem Haupteingang zum Plagwitzer Friedhof | 09260925 |
| Direkt Bild zu diesem Denkmal hochladen | Handschwengelpumpe [abgebaut]                            | Reudnitz-Thonberg, Täubchenweg (Karte)                        |                                                                                 | Handschwengelpumpe mit Brunnenschacht und Abdeckplatte vor Nr. 51/53 (Typ Delphin) | 09293701 |
| Direkt Bild zu diesem Denkmal hochladen | Handschwengelpumpe                                       | Eutritzsch, Theresienstraße                                   | um 1910 (Wasserversorgungs- und Abwasseranlage)                                 | Handschwengelpumpe mit Brunnenschacht und Abdeckplatte in Ecklage Haferkornstraße (Typ Delphin; im Juli 1993 abgebaut) | 09294877 |
| Direkt Bild zu diesem Denkmal hochladen | Handschwengelpumpe [abgebaut]                            | Volkmarsdorf, Torgauer Straße (Karte)                         |                                                                                 | Handschwengelpumpe mit Brunnenschacht und Abdeckplatte in Ecklage Wurzner Straße (Typ Kleiner Löwe) | 09294868 |
|                                         | Handschwengelpumpe [rekonstruiert]                       | Zentrum, Universitätsstraße (Karte)                           |                                                                                 | Handschwengelpumpe mit Brunnenschacht und Abdeckplatte vor dem Städtischen Kaufhaus (Typ Kleiner Löwe) | 09262329 |
| Direkt Bild zu diesem Denkmal hochladen | Handschwengelpumpe [Torso]                               | Gohlis-Mitte, Virchowstraße (Karte)                           |                                                                                 | Handschwengelpumpe mit Brunnenschacht vor Nr. 7 in Ecklage Daumierstraße (Typ Kleiner Löwe) | 09294881 |
| Weitere Bilder                          | Handschwengelpumpe                                       | Reudnitz-Thonberg, Vor dem Hospitaltore                       |                                                                                 | Handschwengelpumpe mit Brunnenschacht und Abdeckplatte (Typ Delphin?) | 09291851 |
| Weitere Bilder                          | Handschwengelpumpe [rekonstruiert]                       | Zentrum-Nordwest, Waldstraße (Karte)                          |                                                                                 | Handschwengelpumpe mit Brunnenschacht und Abdeckplatte vor Nr. 48 (Typ Gotik) | 09294864 |
| Weitere Bilder                          | Handschwengelpumpe                                       | Anger-Crottendorf, Wichernstraße (Karte)                      |                                                                                 | Handschwengelpumpe mit Brunnenschacht und Abdeckplatte neben Nr. 2 in Ecklage Zweinaundorfer Straße (Typ Delphin) | 09294847 |
| Direkt Bild zu diesem Denkmal hochladen | Handschwengelpumpe                                       | Altlindenau, William-Zipperer-Straße                          |                                                                                 | Handschwengelpumpe mit Brunnenschacht und Abdeckplatte in Ecklage Calvisiusstraße (Typ Vogelkäfig) | 09294849 |
| Weitere Bilder                          | Handschwengelpumpe [abgebaut]                            | Kleinzschocher, Windorfer Straße (Karte)                      |                                                                                 | Handschwengelpumpe mit Brunnenschacht und Abdeckplatte vor Nr. 46/48 (Typ Delphin), möglicherweise nach Restaurierung vor Taborkirche versetzt (siehe Bild) | 09294865 |
| Direkt Bild zu diesem Denkmal hochladen | Handschwengelpumpe [abgebaut]                            | Kleinzschocher, Windorfer Straße (Karte)                      |                                                                                 | Handschwengelpumpe mit Brunnenschacht und Abdeckplatte vor Nr. 55 | 09294871 |
|                                         | Handschwengelpumpe                                       | Eutritzsch, Wittenberger Straße (Karte)                       |                                                                                 | Handschwengelpumpe mit Brunnenschacht und Abdeckplatte in Ecklage Dessauer Straße (Typ Delphin) | 09294893 |
| Weitere Bilder                          | Handschwengelpumpe                                       | Sellerhausen-Stünz, Wurzner Straße (Karte)                    | um 1910 (Handschwengelpumpe)                                                    | Handschwengelpumpe mit Brunnenschacht und Abdeckplatte vor Nr. 143a (Typ Delphin) | 09261985 |